# Bathyphantes pogonias
Bathyphantes pogonias – gatunek pająka z rodziny osnuwikowatych.

## Występowanie
Gatunek występuje na Alasce, Aleutach i w Rosji.